# Municipio Achaguas

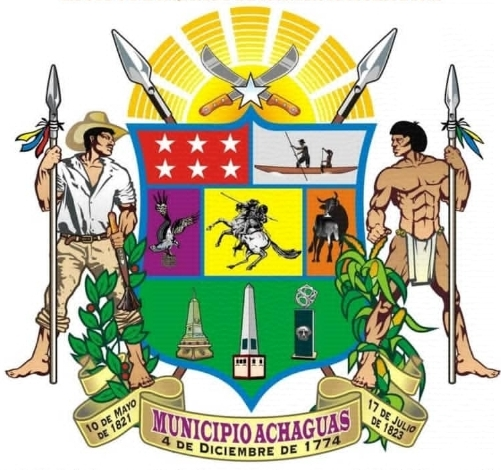
Escudo del Municipio Achaguas desde 2020

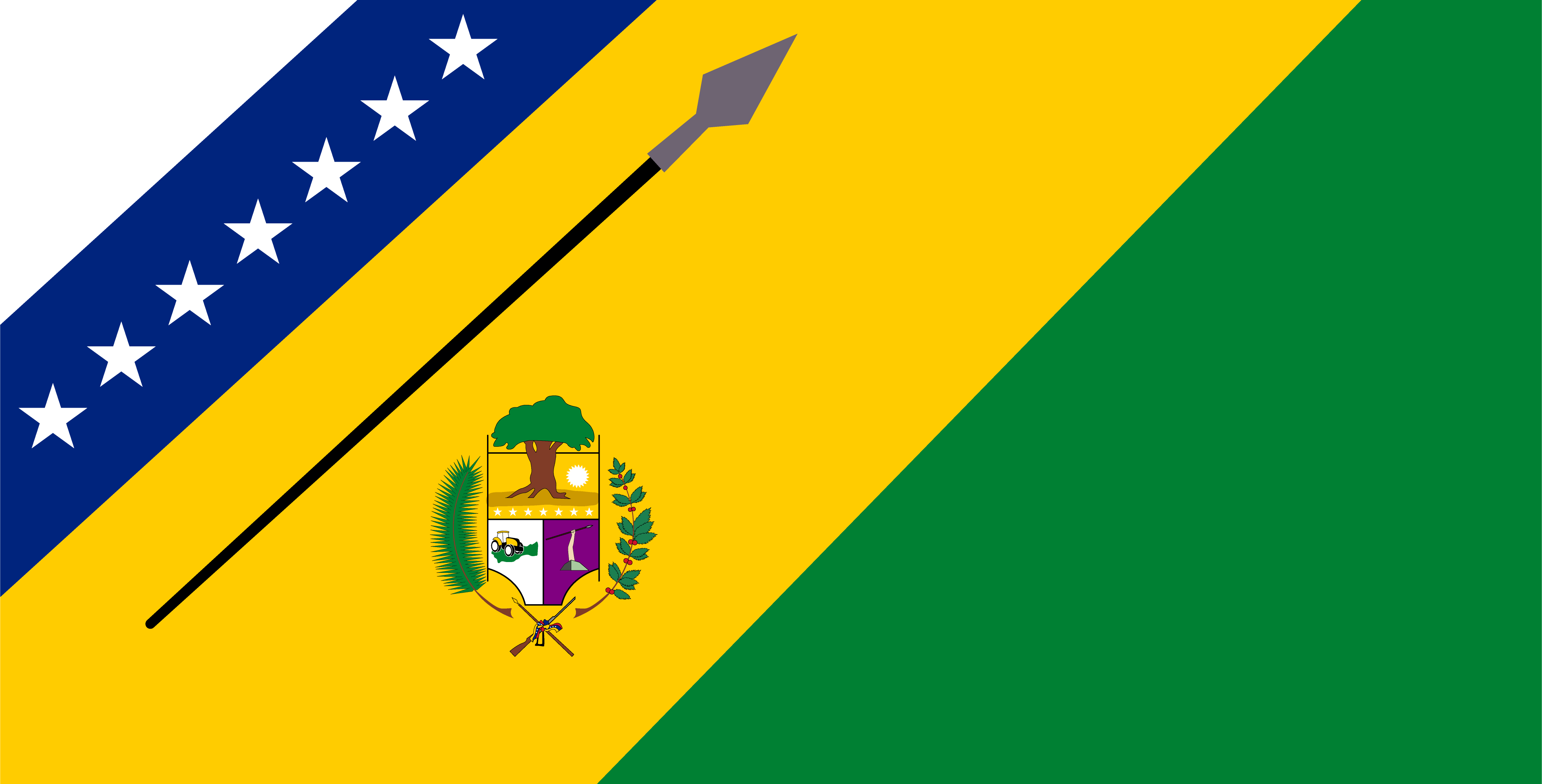
Bandera anterior del Municipio Achaguas hasta 2020

Achaguas es uno de los 7 municipios que integran el Estado Apure, Venezuela, cuenta con una superficie de 15 754 km² y una población de 69 186 habitantes (2023). La actividad económica predominante es la agrícola y ganadera, además de la pesquera en forma artesanal. Su capital es la ciudad de Achaguas. Este municipio está dividido en seis parroquias, Achaguas, Apurito, El Yagual, Guachara, Mucuritas y Queseras del Medio, y estas parroquias son parte de las 25 parroquias que conforman al estado venezolano de Apure.

## Historia
El 4 de diciembre de 1774, se funda la Isla de Santa Bárbara de los Achaguas, por el Fraile Capuchino, Alonso de Castro, sus primeros habitantes, fueron las Tribus Otomacos, Taparitas y los Achagua, siendo esta última la más numerosa, además de 3 familias españolas pudientes

## Geografía
Se encuentra a una altitud de 60 m s. n. m. en Los Llanos occidentales por lo que casi toda su superficie es plana, es atravesado por numerosos ríos en sentido oeste-este entre los cuales destacan cuatro de los seis ríos más importantes del Estado Apure, el Río Apure, Río Arauca, Río Capanaparo y el Río Cinaruco este último hace el límite natural con el Municipio Pedro Camejo. La temperatura promedio anual es de unos 27°C con precipitaciones promedio de 1500 mm
Dentro del municipio se encuentra el Parque nacional Cinaruco-Capanaparo

### Límites
- Al norte: con el estado Barinas.
- Al sur: con los municipios Camejo y Gallegos.
- Al este: con los municipios Biruaca y Camejo.
- Al oeste: con los municipios Muñoz y Gallegos.

### Organización parroquial
| Parroquia          | Superficie | Población   | Densidad      |
| ------------------ | ---------- | ----------- | ------------- |
| Achaguas           | km²        | 42.983 hab. | hab./km²      |
| Apurito            | km²        | 5.980 hab.  | hab./km²      |
| El Yagual          | km²        | 6.028 hab.  | hab./km²      |
| Guachara           | km²        | 7.513 hab.  | hab./km²      |
| Mucuritas          | km²        | 6.805 hab.  | hab./km²      |
| Queseras del Medio | km²        | 8.130 hab.  | hab./km²      |
| Municipio Achaguas | 15.754 km² | 76.186 hab. | 4,83 hab./km² |

## Política y gobierno

### Alcaldes
| Período     | Alcalde                      | Partido político / Alianza | % de votos | Notas |
| ----------- | ---------------------------- | -------------------------- | ---------- | --- |
| 1989 - 1992 | Eleazar Pérez Zarate         | AD                         | 47,67      | Primer alcalde bajo elecciones directas |
| 1992 - 1995 | Pedro Díaz Castillo          | AD                         | 55,91      | Segundo alcalde bajo elecciones directas |
| 1995 - 2000 | Pedro Díaz Castillo          | AD                         | -          | Reelecto (se realizaron elecciones generales adelantadas en el 2000 debido a la aprobación de la Constitución de 1999) |
| 2000 - 2004 | Oswaldo Córdoba              | AD                         | 52,65      | Tercer alcalde bajo elecciones directas |
| 2004 - 2005 | Luis Montoya Beroes          | MVR                        | 70,93      | Cuarto alcalde bajo elecciones directas (Falleció en un accidente de tránsito en 2005) |
| 2005        | Sana Nakata de Hurtado       | AD                         |            | Alcaldesa encargada hasta convocar nuevas elecciones |
| 2005 - 2010 | Olga Jiménez de Montoya      | PPT                        | 38,94      | Cuarta alcaldesa bajo elecciones directas |
| 2010 - 2013 | Argelia Aguirre de Figueredo | PCV                        | 58,62      | Quinta alcaldesa bajo elecciones directas (se postergan 1 año las elecciones municipales pautadas para finales del 2012) |
| 2013 - 2017 | José Gregorio Guevara †      | PSUV                       | 65,38      | Sexto alcalde bajo elecciones directas |
| 2017 - 2020 | José Gregorio Guevara †      | PSUV                       | 55,75      | Reelecto. No pudo terminar el período completo, fallece el 29 de agosto de 2020, en la Capital del Estado Apure, San Fernando de Apure, a causa de COVID-19, por lo que el cargo quedó vacante.                                             |
| 2020 - 2021 | Daniel Oswaldo Nieves        | PSUV                       |            | (Alcalde Designado. El 29 de agosto de 2020, se Juramenta como alcalde, por parte del Poder Legislativo Municipal, Cámara Municipal. Quien lo Nombra (Alcalde Designado), para culminar el periodo para el cual fue elegido José Guevara†). |
| 2021 - 2025 | Daniel Oswaldo Nieves        | PSUV                       | 49,60      | Séptimo Alcalde bajo elecciones directas |

### Concejo municipal
Período 1989 - 1992
| Concejales:             | Partido político / Alianza |
| ----------------------- | -------------------------- |
| Douglas Vargas          | AD                         |
| Jesús Galipoli          | AD                         |
| Gervacio Rivas          | AD                         |
| Rafael Vargas           | AD                         |
| Manuel Acosta           | COPEI                      |
| Flora González de Celis | COPEI                      |
| Jaime Bracho            | COPEI                      |

Período 1992 - 1995
| Concejales:       | Partido político / Alianza |
| ----------------- | -------------------------- |
| Carmen Hernández  | AD                         |
| Douglas Vargas    | AD                         |
| Jesús Galipoli    | AD                         |
| Girmer Rosales    | AD                         |
| Caleb Colmenares  | AD                         |
| Gervacio Rivas    | AD                         |
| Juan España       | COPEI                      |
| Williams Landaeta | COPEI                      |
| Cesar Maldonado   | COPEI                      |

Período 1995 - 2000
| Concejales:      | Partido político / Alianza |
| ---------------- | -------------------------- |
| Freddy Mereno    | AD                         |
| Gervacio Rivas   | AD                         |
| Carmen de Recine | AD                         |
| Walner Martínez  | AD                         |
| Girmer Rosales   | AD                         |
| Pedro Mirabal    | AD                         |
| Freddy Gutiérrez | COPEI                      |
| Manuel Cuéllar   | COPEI                      |
| Zobeida Zárate   | MAS                        |

Período 2013 - 2018
| Concejales:        | Partido político / Alianza |
| ------------------ | -------------------------- |
| Daniel Nieves      | PSUV                       |
| Petra Landaeta     | PPT                        |
| Luis Rodríguez     | PSUV                       |
| Nelson González(†) | REDES                      |
| Rafael Castillo    | UPV                        |
| Rómulo Vera        | PSUV                       |
| Gilmer Laya        | FUNDACIDI                  |

Período 2018 - 2021
| Concejales      | Partido político / Alianza |
| --------------- | -------------------------- |
| Wilsón Rivas    | FUTURO                     |
| Rosa Rodríguez  | PSUV                       |
| Daniel Nieves   | PSUV                       |
| Hoffman Valera  | PSUV                       |
| Naudis Rodrígez | PSUV                       |
| Leonel Bravo    | UPP89                      |
| Gilmer Laya     | FUNDACIDI                  |

Período 2021 - 2025 
| Concejales      | Partido político / Alianza |
| --------------- | -------------------------- |
| Dennys Mesa     | PSUV / GPP                 |
| José Aguirre    | PSUV / GPP                 |
| Edelyn Abano    | PSUV / GPP                 |
| Winder Torres   | PSUV / GPP                 |
| Ali Gil         | VPA                        |
| Gilmer Rincones | AD                         |
| Gilmer Laya     | FUNDACIDI / CONIVE / GPP   |